# Opsoempheria atra
Opsoempheria atra là một loài ruồi trong họ Tachinidae.